# Michiel van Erp (regisseur)
Michiel van Erp (Eindhoven, 4 oktober 1963) is eigenaar van het Nederlandse film- en televisieproductiebedrijf De Familie Film & TV, documentairemaker en toneelregisseur.

## Levensloop
Michiel van Erp groeide op in Eindhoven, waar zijn ouders een muziekwinkel hadden. Op zijn achttiende ging hij het huis uit om te studeren. Hij deed auditie voor de Toneelschool, maar werd afgewezen omdat ze hem te jong vonden. Hij besloot de opleiding Industrieel ontwerpen aan de Technische Universiteit Delft te gaan volgen, en sloot zich tegelijkertijd aan bij een jeugdtheatergezelschap.

### Begin carrière
Na zijn afstuderen in 1988 werkte hij vier jaar als acteur bij verschillende theatergezelschappen. Vanaf 1992 ging hij documentaires maken bij de VPRO en de VARA. Voor de VPRO maakte hij verschillende kinderprogramma's, tot hij in 1996 een overstap maakte naar de VARA, voor wie hij de reeks Lang Leve ... maakte. In deze langlopende reeks televisiedocumentaires werden gewone mensen op een buitengewone manier geportretteerd. Voor de serie kreeg Van Erp een eervolle vermelding van de Nipkow-jury en won hij prijzen op diverse buitenlandse filmfestivals. Zijn documentaire Vergeet mij niet, over de Zangeres Zonder Naam, werd genomineerd voor een Gouden Kalf.

### De Mug
In 2001 debuteerde Michiel van Erp als theaterregisseur met het stuk Mexico: The Paradise in Me, dat geproduceerd werd door het theatergezelschap mugmetdegoudentand. In 2002 regisseerde hij Tourist en in 2005 Brak. Van 2005 tot en met 2008 vormde hij samen met Marcel Musters, Frank Houtappels en Joan Nederlof het artistieke team van het gezelschap. Onder de titel Mug Inn presenteerden zij samen nieuw materiaal in de studio van de Mug. De voorstelling werd zowel voor Het TheaterFestival Vlaanderen als het Nederlands Theater Festival in 2007 geselecteerd.
Naast theaterstukken werkte hij met de Mug, in samenwerking met de VPRO, ook aan de televisieseries TV7 (2002), een 9-delige televisieserie over de commerciële kwaliteitszender TV7, en aan De Koekoeksclub (2003), een 7-delige actuele avonturenserie met hoogte- en dieptepunten uit het werkelijke leven van vijf personages.

### De Familie
In 2003 begon Michiel van Erp samen met Monique Busman het film- en televisieproductiebedrijf De Familie. Daar maakte hij als regisseur o.a. de programmaserie Welkom in Nederland (2007-2009) en de bioscoopdocumentaire Pretpark Nederland (2006), waarin hij de verschillende manieren waarop mensen in Nederland in hun vrije tijd vermaak zoeken registreert. Naast Pretpark Nederland werden ook zijn films File (2008), Angst (2009) en Erwin Olaf, On Beauty and Fall (2009) op het Nederlands Film Festival (NFF) vertoond.
Van Erp maakte verschillende portretten in Human Profiel: Gerrit van der Valk (2006), Partij voor de Dieren onder vuur (2007), Charles Geerts, Koning van de Wallen (2008) en Sex in de sauna (2008).
Na het succes van Vergeet mij niet maakte Van Erp nog portretten van Prins Claus (Op handen gedragen, 2003), Connie Palmen (Op zoek naar de Heilige Tijd, 2005), Sylvia Kristel (Sylvia Kristel: Nu, 2007), Erwin Olaf (Erwin Olaf, On Beauty and Fall, 2009) en Koningin Beatrix (Beatrix, Majesteit, 2009).
Ook regisseerde hij andere documentaires over talloze onderwerpen, zoals de start van de Tour de France (Toen zij van Rotterdam vertrokken, 2010), de betekenis van vlaggen in Friesland (De Vlag, 2011), cabaretgezelschap de Comedy Train (Erop of Eronder, 2011). 
Op het International Documentary Film Festival Amsterdam (IDFA) 2011 ging de film I Am a Woman Now in première. Deze film gaat over vijf vrouwen op leeftijd. Zij ondergingen in de jaren vijftig en zestig een geslachtsaanpassende operatie bij de Franse arts Burou in Casablanca, Marokko.
In januari 2012 was in Het uur van de wolf Van Erps documentaire Postmoderne Hutspot te zien. Hierin beschrijft hij de ontwikkelingen rond de mislukte totstandkoming van het Nationaal Historisch Museum in Arnhem. Daarnaast rondde Van Erp het eerste deel van Tijd Van Je Leven af. In deze serie portretteert hij elf Utrechtse kinderen die in het jaar 2000 geboren zijn en in 2018 achttien jaar worden. Vanaf 2011 volgt hij de kinderen jaarlijks tot aan 2018, het jaar waarin Utrecht de Europese culturele hoofdstad probeerde te worden. Een heel ander type project van Van Erp is de televisieserie Moordverhalen. Deze driedelige serie werd in november 2011 uitgezonden op Nederland 1 en hierin reconstrueert hij in iedere aflevering een spraakmakende Nederlandse misdaad. Daarbij gaat het om de kracht van het verhaal achter een misdrijf en de verhalen en dilemma's van de mensen die erbij betrokken waren.
In januari en februari 2013 was Van Erps zevendelige documentaireserie Hollands Welvaren (VPRO) op televisie te zien. Hierin portretteert hij Nederlanders die, ondanks de crisis en bezuinigingen, eraan werken om hun kwaliteit van leven – of dat van anderen - te verbeteren.

### Ramses
Ramses, een vierdelige serie over het Amsterdamse leven van de jonge Ramses Shaffy in de jaren zestig en zeventig, werd in het voorjaar van 2014 uitgezonden door de AVRO. De rol van Ramses Shaffy werd vertolkt door Maarten Heijmans. Het scenario werd geschreven door Marnie Blok. De serie werd genomineerd voor de Zilveren Nipkowschijf en kreeg deze op 4 juni 2014 toegekend. In datzelfde jaar won de serie een Gouden Kalf en de Prix Europa voor de 'Best European TV Fiction Serial Or Mini-series’. In 2015 won de serie ook de prijs voor beste dramaserie bij De TV-Beelden 2015 en werd aan Maarten Heijmans hier de prijs voor beste hoofdrol uitgereikt. Ook ontving Van Erp voor de serie de DDG Award, de jaarlijkse regieprijs van het Dutch Directors Guild. Hij ontving deze voor de meest opmerkelijke regieprestaties van 2014 in de categorie Fictie/TV serie.

### Recent
Na een succesvolle eerste reeks van de televisieserie Hollands Welvaren werd er begin 2015 een vervolgserie uitgezonden die zich op en rondom de werkvloer afspeelt. In deze tweede versie van Hollands Welvaren portretteert Michiel van Erp gepassioneerde en gedreven Nederlanders op hun werk met de vraag: waar halen mensen na jaren hun plezier vandaan? Hoe trotseren ze de crisis of risico’s? Hoe blijf je gepassioneerd en inventief - of je nu eigen baas bent of al jaren in trouwe dienst?
Verder zijn in 2015 de documentaires De dingen die voorbij gaan en Een lijk in het bos uitgezonden bij de Nederlandse Publieke Omroep. Zijn film MH17: Het verdriet van Nederland, een portret van Nederland en zijn inwoners na de vliegtuigramp met de MH17, werd op 16 juli 2015 (bijna een jaar na de ramp) uitgezonden op NPO 1.
In 2016 begon van Erp aan een tweedelige documentaireserie waarin de 25-jarige carrière van Gordon centraal staat. Een inkijk in het werkelijke leven en werken van de zanger en tv-persoonlijkheid waarbij Gordon zelf en zijn vrienden, vijanden, collega’s en familie een boekje open doen over deze opvallende mediapersoonlijkheid.
In september 2018 ging zijn eerste Nederlandse speelfilm Niemand in de stad in première tijdens de openingsavond van Het Nederlands Filmfestival.
In september 2020 ging de vierdelige dramaserie I.M., naar de roman van Connie Palmen, in première op het Nederlands Film Festival. De dan 36-jarige schrijfster Connie Palmen is voor het eerst echt verliefd. Ze valt voor de gevierde Joodse journalist en schrijver Ischa Meijer (47) en stort zich in een ultieme liefdesrelatie vol pieken en dalen. Tot Meijer onverwacht komt te overlijden. Wende Snijders en Ramsey Nasr vertolken de hoofdrollen. Nasr won een Gouden Kalf voor Beste Acteur Televisiedrama.

## Filmografie
- Een van ons (televisieserie) (2024)
- Een schitterend gebrek (2024)
- Stromboli (2022)
- I.M. (vierdelige dramaserie, 2020)
- Niemand in de stad (speelfilm, 2018)
- Leve de Vrijwilliger! (2017)
- Dit zijn wij (2017)
- MH17: Het verdriet van Nederland (2015)
- Een lijk in het bos (2015)
- Hollands Welvaren II  (2015)
- De dingen die voorbij gaan (2014)
- RAMSES (2014)
- Hollands Welvaren (2013)
- I Am a Woman Now (2011)
- Tijd van je leven (2011-2018)
- Postmoderne Hutspot (2011)
- Erop of Eronder (2011)
- Moordverhalen (2011)
- Toen zij van Rotterdam vertrokken (2010)
- Beatrix, Majesteit (2009)
- Erwin Olaf, On Beauty and Fall (2009)
- Welkom in Nederland II (2009)
- Angst (2009)
- Europa hoort bij Nederland (2008)
- Smoeder (2008)
- File (2008)
- Profiel: Thermos - seks in de sauna (2008)
- Profiel: Charles Geerts, Koning van de Wallen (2008)
- Welkom in Nederland I (2007-2008)
- Volle Zalen (2007)
- Profiel: Partij voor de Dieren onder vuur (2007)
- Sylvia Kristel: Nu (2007)
- Pretpark Nederland (2006)
- Divina Gloria (2006)
- Profiel: Gerrit van der Valk (2006)
- De Toekomst: Warme verhalen voor bij de centrale verwarming (2006)
- Op zoek naar de Heilige Tijd (2005)
- Familieportretten (2005)
- Een verloren hart (2004)
- Het Defilé (2004)
- Op Avontuur (2003-2004)
- Op handen gedragen (2003)
- De Koekoeksclub (2003)
- Vergeet mij niet (2002)
- De Koningin komt eraan (2000)
- Lang Leve... (1996-2003)
- Ons Genoegen
- Lang Leve de Victorie
- Lang Leve de Kampioen
- Lang Leve Nederland
- Lang Leve de Vereniging
- Hit the road
- Een lange hete zomer
- Vol gas
- Onze buurt
- In het land van de verzamelaars

## Theater
- Ik Kom Terug (2016), regisseur
- After Party (2014), regisseur
- Document (2011), regisseur
- Caracal (2011), regisseur
- Mug Inn (2006-2007), acteur
- Brak (2005), regisseur
- Tourist (2002), regisseur
- Mexico: The Paradise in Me (2001), regisseur

## Boeken
- I am a woman now (2012) ISBN 9789029586658
- Voor de Geraniums (2005) ISBN 9789044604849